# Турфан

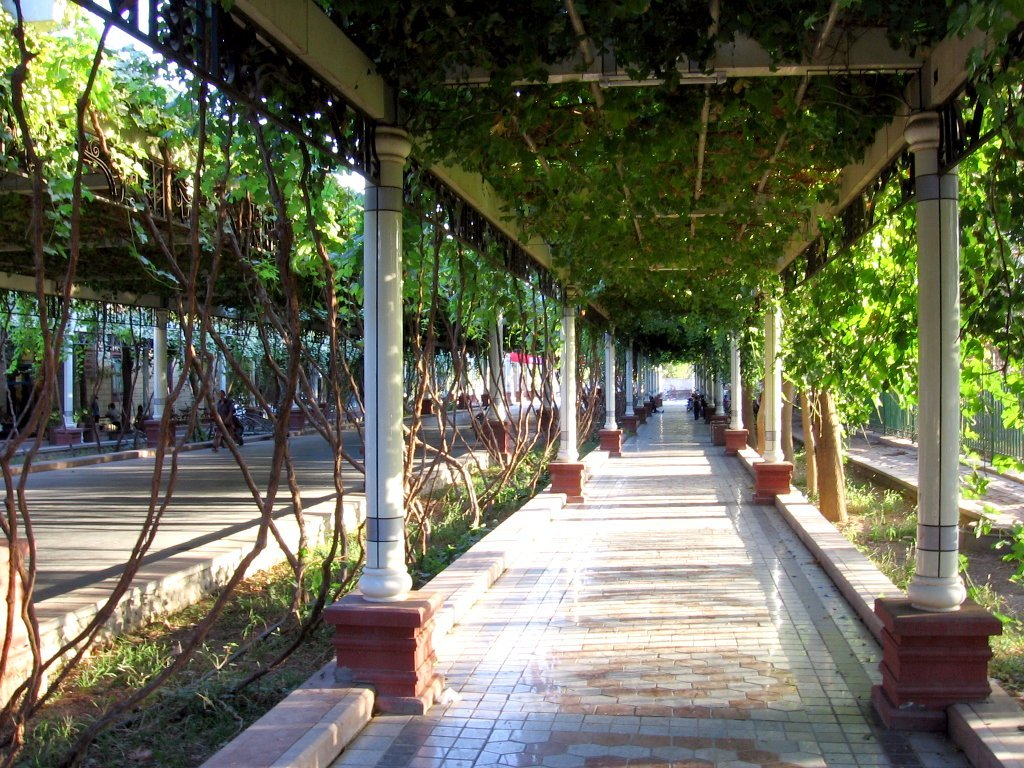
Qingnian Lu, a Turfan street shaded by grapevine trellises

Турфа́н (уйг. تۇرپان /турпан/, кит.: 吐魯番 /тулуфань/) — оаза і колишнє повітове місто (сучасний район Гаочан префектури Турфан) в Сіньцзян-Уйгурському автономному районі Китаю. Населення: 632,000 (2015). Основне населення (70 %) складають уйгури (турфанці).

## Історія
Історично Турфанська оаза була буферною зоною між мешкавшими в оазах Східного Туркестану дехканами і номадами Євразійського степу. Через давні міста Гаочан і Цзяохе (зараз зруйновані) проходила північна гілка Великого шовкового шляху.
Ще за часів Династії Хань Турфан (Гаочан) був центром торгового князівства, яке було знищено військами Династії Тан в 640 році. Надалі за владу над Турфаном воювали різні народи. Найбільший розквіт торгівля зазнала в роки, коли владу в оазі мали монголи (XIII—XIV сторіччя.)
Після розпаду Монгольської імперії Турфанська улоговина була поділена між трьома керманичами, наймогутніший з них мешкав у Турфані. В XVIII ст. запеклу війну за ці землі вели джунгари і китайці. В 1759 році Турфан був оголошений китайською провінцією. Біля давнього ісламського міста виникло нове, населене переселенцями з Китаю.

## Адміністративний поділ
Міський повіт Турфан складається з 2 підрайонів (власне місто Турфан), 2 містечок та 7 волостей:
- підрайон Лаоченлу 老城路街道
- підрайон Гаоченлу 高昌路街道
- Ціцуаньху 七泉湖镇
- Дахеянь 大河沿镇
- волость Ярху (Яер) 亚尔乡
- волость Айдинкьоль (Айдинху) 艾丁湖乡
- волость Путао 葡萄乡
- волость Цатекале (Цятекалай) 恰特卡勒乡
- волость Ербао 二堡乡
- волость Саньбао 三堡乡
- волость Шенцзінь 胜金乡

## Населення
| Національність | Чисельність (тис) | Відсоток |
| -------------- | ----------------- | -------- |
| Уйгури         | 177,106           | 70.38 %  |
| Китайці        | 55,238            | 21.95 %  |
| Хуейцзу (хуей) | 18,482            | 7.34 %   |
| Туцзя          | 182               | 0.07 %   |
| Маньчжури      | 132               | 0.05 %   |
| Ту             | 98                | 0.04 %   |
| Монголи        | 77                | 0.03 %   |
| Тибетці        | 70                | 0.03 %   |
| Казахи         | 56                | 0.02 %   |
| Мяо            | 45                | 0.02 %   |
| Росіяни        | 33                | 0.01 %   |
| Чжуани         | 31                | 0.01 %   |
| Дунсян         | 30                | 0.01 %   |
| Інші           | 72                | 0.03 %   |

## Економіка
Основним зайняттям населення є сільське господарство:
- Бавовництво — бавовна вищого ґатунку
- Виноградарство — 75 % родзинок Китаю
- Баштанництво — відомі місцеві сорти динь.

Крім того, в Турфанській оазі вирощують абрикоси і шовковицю.

### Західний маршрут водно-транспортного проєкту Південь-Північ
Китай планує прорити 1000-кілометровий підземний водогон для виведення води з Тибетського плато, найбільшого водного резервуару світу, річки Ярлунг-Цангпо (верхня течія Брахмапутри) у Таримський басейн, розташований у Сіньцзян-Уйгурському автономному районі, для вирощування аграрної продукції. Це загрожує відтоком значних обсягів води й падінням її рівня в нижній течії річки з катастрофічними наслідками для тамтешнього численного населення.
Станом на 2016 рік побудувано 10 дамб на Брахмапутрі й іще 18 будується, що означатиме подальше зменшення кількості води, яку отримують Індія й Бангладеш.
Друга фаза проекту водовідведення Дяньчжун включає постачання водою муніципальні заклади, сільськогосподарські та промислові зони Юньнані у посушливі періоди. Передбачається будівництво 300-кілометрового каналу для перекидання щороку до 17 млрд м³ прісної води з Тибету для порятунку річки Хуанхе, що живить величезну кількість населення Китаю, але критично міліє й утрачає ресурс.
Наразі реалізацію обох зазначених проєктів стримують висока вартість і брак необхідних технологій.

## Географія
Розташований в центральній частині Сіньцзяна, у південного підніжжя гір Тянь-Шаню, за 150 км на південний схід від Урумчі, з яким зв'язаний залізницею. Оаза займає західну частину Турфанської улоговини, висота 145 м нижче рівня моря. Це друге (після улоговини Мертвого моря) найнижче місце у світі. Клімат вкрай аридний зі спекотним літом (середня температура липня 33 °C, максимальна 47,6 °С) і холодною зимою (середня температура січня — -9,6 °С), мінімальною кількістю опадів (20 мм на рік). Найвища зафіксована температура Турфану — 55 °C, найнижча -38 °C.
Висока літня температура в поєднанні з давньою системою поливу дає високі врожаї сільськогосподарських культур.

### Клімат
| Клімат Турфану (1971−2000)                 | Клімат Турфану (1971−2000) | Клімат Турфану (1971−2000) | Клімат Турфану (1971−2000) | Клімат Турфану (1971−2000) | Клімат Турфану (1971−2000) | Клімат Турфану (1971−2000) | Клімат Турфану (1971−2000) | Клімат Турфану (1971−2000) | Клімат Турфану (1971−2000) | Клімат Турфану (1971−2000) | Клімат Турфану (1971−2000) | Клімат Турфану (1971−2000) | Клімат Турфану (1971−2000) |
| Показник                                   | Січ.                       | Лют.                       | Бер.                       | Квіт.                      | Трав.                      | Черв.                      | Лип.                       | Серп.                      | Вер.                       | Жовт.                      | Лист.                      | Груд.                      | Рік                        |
| Абсолютний максимум, °C                    | 8,5                        | 19,5                       | 31,7                       | 40,5                       | 43,6                       | 47,6                       | 48,1                       | 47,8                       | 43,4                       | 34,3                       | 23,0                       | 9,6                        |                            |
| Середній максимум, °C                      | −2,3                       | 6,0                        | 16,3                       | 26,5                       | 33,3                       | 37,9                       | 39,6                       | 38,0                       | 31,9                       | 21,8                       | 9,5                        | −0,8                       | 21,5                       |
| Середня температура, °C                    | −7,6                       | −0,5                       | 9,5                        | 19,3                       | 25,9                       | 30,5                       | 32,2                       | 30,0                       | 23,2                       | 13,2                       | 2,7                        | −5,8                       | 14,4                       |
| Середній мінімум, °C                       | −12,1                      | −6                         | 3,2                        | 12,4                       | 18,7                       | 23,2                       | 25,0                       | 22,8                       | 16,3                       | 7,1                        | −2,1                       | −9,6                       | 8,2                        |
| Абсолютний мінімум, °C                     | −28,9                      | −24,5                      | −10,4                      | −1,8                       | 4,7                        | 11,5                       | 15,5                       | 11,6                       | 1,3                        | −5,7                       | −17,8                      | −26,1                      |                            |
| Середня кількість сонячних годин на місяць | 159,7                      | 188,6                      | 239,5                      | 256,8                      | 299,6                      | 301,2                      | 311,7                      | 305,9                      | 278,8                      | 250,6                      | 184,7                      | 135,1                      |                            |
| Норма опадів, мм                           | 1.1                        | 0.5                        | 1.2                        | 0.5                        | 0.9                        | 2.9                        | 1.9                        | 1.8                        | 1.6                        | 1.7                        | 0.6                        | 1.0                        |                            |
| Днів з опадами                             | 1,5                        | 0,3                        | 0,3                        | 0,6                        | 0,9                        | 2,3                        | 2,0                        | 1,9                        | 1,2                        | 0,7                        | 0,3                        | 1,1                        |                            |
| Вологість повітря, %                       | 60                         | 45                         | 31                         | 26                         | 28                         | 31                         | 33                         | 37                         | 42                         | 51                         | 54                         | 61                         |                            |
| ------------------------------------------ | -------------------------- | -------------------------- | -------------------------- | -------------------------- | -------------------------- | -------------------------- | -------------------------- | -------------------------- | -------------------------- | -------------------------- | -------------------------- | -------------------------- | -------------------------- |

## Транспорт
- Авіаційний: Аеропорт Турфан[en]
- Автомобільний:Китайське національне шосе 215[en]
- Залізничний: залізнична станція Турфан-Північний[en] розташована на залізницях: Високошвидкісна залізниця Ланьчжоу — Урумчі, Залізниця Ланчжоу — Сіньцзян та Південно-Сіньцзянська залізниця[en].